# Пулакаду (Грама Ніладхарі)
Грама Ніладхарі Пулакаду (№ 209C) — Грама Ніладхарі підрозділу ОС Південний Коралай-Патту, округ Баттікалоа, Східна провінція, Шрі-Ланка.